# Jan Leeming
Pour les articles homonymes, voir Leeming.
Jan Leeming, de son vrai nom Janet Dorothy Atkins (née le 5 janvier 1942 à Dartford) est une animatrice de télévision britannique.

## Carrière
Elle est d'abord actrice et présentatrice en Australie et en Nouvelle-Zélande avant de devenir un visage bien connu de la télévision britannique dans les programmes régionaux et pour enfants. Elle a son premier rôle dans la sitcom de la BBC Hugh and I en décembre 1966. En 1969, elle a rejoint l'équipe de présentation du programme de vulgarisation scientifique pour enfants de BBC One Tom Tom, qu'elle a co-anime jusqu'en 1970. Leeming commence une longue période en présentant l'émission de l'après-midi Pebble Mill at One entre 1976 et 1979, du lundi au vendredi, en même temps que Woman's Hour sur BBC Radio 4. À partir d'avril 1980, elle présente les informations sur la BBC et est l'animatrice du Concours Eurovision de la chanson 1982.
Après avoir quitté le service des informations en 1987, sa carrière n'est pas relance, elle se contente d'animer des émissions d'un seul numéro puis présente les informations dans l'émission matinale The Big Breakfast sur Channel 4 dans les années 1990.
Depuis 2000, elle consacre une grande partie de son temps pour travailler avec une organisation caritative de conservation du guépard en Afrique du Sud. Elle est présente dans Safari School, une série de téléréalité, diffusée d'abord sur BBC Two en janvier et février 2007.
En février 2010, Leeming est dans un épisode spécial célébrités de l'émission de télé-réalité Come Dine With Me.
En novembre 2006, Leeming est une participante de la sixième saison britannique de I'm a Celebrity… Get Me Out of Here! sur ITV. Leeming est éliminée le 19e jour de l'émission et prend la sixième place.
En 2009 et 2010, Jan Leeming tient les rôles de Lady Cravenshire et Brenda Hulse dans la pièce Calendar Girls (2008), adaptée par Tim Firth du film du même nom réalisé par Nigel Cole et sorti en 2003.
En 2013, Jan Leeming fait des recherches, écrit et présente un documentaire sur René Mouchotte, aviateur français de la Seconde Guerre mondiale et une figure de la France libre. Cependant ce projet n'aboutit pas.
En janvier et février 2016, Leeming est dans la télé-réalité en trois parties de la BBC The Real Marigold Hotel, qui suit un groupe de personnes célèbres âgées comme Miriam Margolyes et Wayne Sleep lors d'un voyage en Inde. Elle est de nouveau dans la deuxième saison à La Havane en décembre 2017.
Diffusée le 2 novembre 2017, Leeming prend part à une édition spéciale de First Dates sur Channel 4, au profit de Stand Up to Cancer.

## Vie privée
Jan Leeming s'est mariée cinq fois :
1. 1961-1962 : John Staple, ingénieur du son de la BBC
2. 1972 : Jeremy Gilchrist, agent immobilier, rencontré en 1969.
3. 1980-1983 : Patrick Lunt, journaliste de BBC Radio 2. Ils ont un enfant né en 1981.
4. 1988-1997 : Eric Steenson, manager des Red Arrows, rencontré en 1983.
5. 1997-2002 : Chris Russell, enseignant

Le 22 août 2007, Leeming est une invitée spéciale dans un épisode de l'émission de télévision en direct Doctor, Doctor diffusée sur la chaîne Five, dans laquelle elle parle de la dépression clinique dont elle a souffert jusqu'à ce qu'elle se soigne.

## Source de la traduction
- (en) Cet article est partiellement ou en totalité issu de l’article de Wikipédia en anglais intitulé « Jan Leeming » (voir la liste des auteurs).